# Slunéčko čtrnáctislunné
Slunéčko čtrnáctislunné (Coccinula quatuordecimpustulata) je druh brouka z čeledi slunéčkovití.

## Popis
Délka těla slunéčka čtrnáctislunného se pohybuje v rozmezí 2,8–4,3 mm, tělo je silně klenuté. Krovky jsou černé se 7 žlutými skvrnami; 4 se nacházejí podél švu a 3 po straně krovek. Pronotum je černé, vpředu a po stranách je bílé. Zbarvení hlavy se liší podle pohlaví; u samců je bílá s černou bází, zatímco u samic je černá s bílými skvrnami vedle očí. Larva je žlutavě šedá, dlouhá do 10 mm.

## Rozšíření
Slunéčko čtrnáctislunné je eurosibiřský druh, ve střední Evropě je hojné v nižších polohách. Vyskytuje se také v Africe. Preferuje suché louky a pole, a to především v písčitých oblastech. Aktivní je od dubna do října, přezimovává v suchém rostlinstvu.

## Potrava
Stejně jako další druhy z čeledi slunéčkovití se slunéčko čtrnáctislunné živí mšicemi.